# Liste der Listen von Wassertürmen in Europa nach Staat
In dieser Liste sind – alphabetisch nach Staaten und Ländern sortiert – Listen von Wassertürmen in Europa aufgeführt.
- Liste von Wassertürmen in Dänemark
- Liste von Wassertürmen in Deutschland
  - Liste von Bahnwassertürmen in Deutschland
  - Liste von Wassertürmen in Baden-Württemberg
    - Liste der Wassertürme in Mannheim

  - Liste der Wassertürme in Bayern
  - Liste der Wassertürme in Berlin
  - Liste der Wassertürme in Brandenburg
  - Liste der Wassertürme in der Freien Hansestadt Bremen
    - Liste der Wassertürme in Bremen
    - Liste der Wassertürme in Bremerhaven

  - Liste der Wassertürme in Hamburg
  - Liste der Wassertürme in Hessen
  - Liste der Wassertürme in Mecklenburg-Vorpommern
  - Liste der Wassertürme in Niedersachsen
  - Liste der Wassertürme in Nordrhein-Westfalen
    - Liste von Wassertürmen in Bochum
    - Liste von Wassertürmen im Kreis Düren
    - Liste von Wassertürmen im Ennepe-Ruhr-Kreis
    - Liste von Wassertürmen in Essen
    - Liste von Wassertürmen im Kreis Viersen

  - Liste von Wassertürmen in Rheinland-Pfalz (siehe Kategorie:Wasserturm in Rheinland-Pfalz)
  - Liste der Wassertürme im Saarland
  - Liste der Wassertürme in Sachsen
  - Liste der Wassertürme in Sachsen-Anhalt
  - Liste der Wassertürme in Schleswig-Holstein
  - Liste der Wassertürme in Thüringen
- Liste von Wassertürmen in Frankreich (siehe Kategorie:Wasserturm in Frankreich)
- Liste von Wassertürmen in Italien (siehe Kategorie:Wasserturm in Italien)
- Liste der Wassertürme in Österreich
- Liste von Wassertürmen in Polen (siehe Kategorie:Wasserturm in Polen)
- Liste von Wassertürmen in Russland (siehe Kategorie:Wasserturm in Russland)
- Liste der Wassertürme in der Schweiz